# Devil/Magic
"Devil/Magic" é o sétimo single japonês da boy band sul-coreana Super Junior, lançado em 17 de dezembro de 2014, pela gravadora Avex Trax. O lançamento alcançou a segunda posição na tabela semanal de singles da Oricon. "Devil/Magic" foi lançado em três versões: apenas CD, CD+DVD e ELF Japan, além da edição digital.

## Lista de faixas
| N.º            | Título                 | Letras         | Música                                | Duração |  |
| 1.             | "Devil"                | Amon Hayashi   | Kenzie, The Stereotypes, Micah Powell | 3:36    |  |
| 2.             | "Magic"                | Akira          | Purple J, G-High, Thomas Sardorf      | 3:35    |  |
| 3.             | "Devil" (Instrumental) |                | Kenzie, The Stereotypes, Micah Powell | 3:36    |  |
| 4.             | "Magic" (Instrumental) |                | Purple J, G-High, Thomas Sardorf      | 3:35    |  |
| Duração total: | Duração total:         | Duração total: | Duração total:                        | 14:26   |  |

DVD
1. Super Junior a-nation 2015 stadium fes. Digest
2. Devil (videoclipe versão coreana)
3. Magic (videoclipe versão coreana)
4. E.L.F-Japan Festival 2015「Sweet E.L.F Day」Digest

## Desempenho nas tabelas musicais
| Tabela                       | Melhor posição | Vendas   |
| ---------------------------- | -------------- | -------- |
| Oricon Weekly Singles Chart  | 2              | + 55,226 |
| Oricon Monthly Singles Chart | 7              | + 55,226 |